# 985 Rosina
985 Rosina eller 1922 MO är en asteroid i huvudbältet, som upptäcktes den 14 oktober 1922 av den tyske astronomen Karl Wilhelm Reinmuth i Heidelberg.